# Wilson Simonal
Wilson Simonal de Castro (Rio de Janeiro, 26 febbraio 1939 – 25 giugno 2000) è stato un cantante brasiliano che ebbe molto successo in Brasile nei decenni del 1960 e 1970, incidendo, tra compilation e dischi di studio, circa 30 album, e diventando per la sua voce e il suo senso del ritmo, una delle stelle della musica popolare brasiliana, grazie anche al suo album più famoso Alegria, alegria!!, uscito nel 1967.

## Biografia
Divenne conosciuto in Italia per essere l'autore di Nem Vem Que Nao Tem, portata al successo da Mina col titolo di Sacumdì Sacumdà.
Nel 1972 fu accusato di essere un informatore della polizia per l'allora vigente dittatura militare e la sua credibilità subì un duro colpo, anche se negò veementemente ogni accusa. Demoralizzato, riprese solo dopo qualche anno ad incidere dischi ma ormai la sua carriera era compromessa; cadde in depressione e nel 2000 le complicanze dovute al suo alcolismo lo portarono alla morte.
Nel 2003, dopo la sua morte, la famiglia chiese la riapertura degli archivi; non venne trovato nulla e il suo nome venne ufficialmente riabilitato. Al di là di ogni considerazione politica, restano evidenti le sue influenze musicali sulla generazione di artisti brasiliani successiva.
Ebbe tre figli, due dei quali seguirono le sue orme in campo musicale, Wilson Simoninha e Max de Castro.

## Discografia
- 1961 - Teresinha (Carlos Imperial)
- 1963 - Tem algo mais
- 1964 - A nova dimensão do samba
- 1965 - Wilson Simonal
- 1966 - Vou deixar cair...
- 1967 - Wilson Simonal ao vivo
- 1967 - Alegria, alegria !!!
- 1968 - Alegria, alegria - volume 2
- 1968 - Quem não tem swing morre com a boca cheia de formiga
- 1969 - Alegria, alegria - volume 3
- 1969 - Cada um tem o disco que merece
- 1969 - Homenagem à graça, à beleza, ao charme e ao veneno da mulher brasileira
- 1970 - Jóia
- 1972 - Se dependesse de mim
- 1975 - Ninguém proíbe o amor
- 1977 - A vida é só cantar
- 1979 - Se todo mundo cantasse seria bem mais fácil viver
- 1981 - Wilson Simonal
- 1985 - Alegria tropical
- 1991 - Os sambas da minha terra
- 1995 - Brasil
- 1997 - Meus momentos: Wilson Simonal
- 1998 - Bem Brasil - Estilo Simonal
- 2002 - De A a Z: Wilson Simonal
- 2003 - Alegria, alegria
- 2003 - Relançamento de Se todo mundo cantasse seria bem mais fácil viver
- 2004 - Rewind - Simonal Remix
- 2004 - Wilson Simonal na Odeon (1961-1971)
- 2004 - Série Retratos: Wilson Simonal